# Вальден, Рудольф
Карл Ру́дольф Вальде́н (1878, Гельсингфорс —1946) — финский военный и государственный деятель, генерал. Военный министр Финляндии (1918—1919 и 1940—1944). Член правительства Финляндии. Главнокомандующий финской армией и Гражданской гвардией (1918).

## Биография
Воспитанник Финляндского кадетского корпуса 1900 года. За участие в антиправительственных выступлениях в 1902 был уволен в отставку.
После увольнения переехал в Санкт-Петербург и через несколько лет основал отделение по продаже финской бумажной продукции в России. Будучи патриотом, вскоре стал заметной фигурой в большой финской общине Санкт-Петербурга. С 1906 по 1916 год Вальден работал в бумажной промышленности. Внёс заметный вклад в дело развития финского бумажной промышленности. Основал компанию «Yhtyneet Paperitehtaat Oy» (впоследствии — UPM). Был первым президентом «Finpap» и финской ассоциации по продаже бумаги.
После провозглашения независимости Финляндии — активный участник формирования финских вооружённых отрядов. Участник Гражданской войны в Финляндии в 1918 году.
В 1918 году прошёл путь от майора до полковника.
С 20 февраля по 5 марта 1918 — начальник Вазасского военного района, с 5 марта по 6 мая 1918 — начальник тыла финской армии, с 22 мая по 28 ноября 1918 — начальник службы безопасности на оккупированных территориях.
С 28.11.1918 по 15.8.1919 занимал пост главы военного департамента (военного министра). С 27 ноября по 30 декабря 1918 одновременно был главнокомандующим финской армией и Охранного корпуса Финляндии. Принимал участие в заключении Тартуского мирного договора между РСФСР и Финляндией в 1920 году.
В 1920 вышел в отставку.
В связи с началом советско-финской войны вновь призван на военную службу. В 1939—1944 — член Совета обороны. Участник советско-финской войны 1939—1940 годов.
С 3.12.1939 по 27.3.1940 занимал пост представителя Главной квартиры финской армии при кабинете министров. 7 марта 1940 в составе финской делегации прибыл в Москву для проведения переговоров о мире, закончившихся подписанием Московского договора.
С 27.3.1940 вновь назначен военным министром Финляндии. Один из наиболее влиятельных членов правительства, противник нормализации советско-финских отношений. Во время Второй мировой войны руководство армии находилось в руках Маннергейма, на Вальдена же были возложены вспомогательные и хозяйственные функции, он отвечал за подготовку, комплектование и снабжение армии во время Второй мировой войны. Имея обширные связи, обладал огромным влиянием в армейских и правительственных кругах, возглавляя собственную внутриправительственную группировку (ориентировавшуюся на Швецию и США). 7.9.1944 вместе с премьер-министром А. Хакцеллем, генералом Э. Хейнрихсом и министром иностранных дел К. Энкелем вылетел в Москву на переговоры, закончившиеся 19 сентября подписанием перемирия.
2 июня 1942 года ему было присвоено звание генерала пехоты.
27 ноября 1944 года вышел в отставку.

## Награды
- Железный крест (1918)
- Командорский Крест ордена Белой розы Финляндии (1919)
- Большой Крест со Звездой ордена Белой розы Финляндии
- Большой Крест ордена Креста Свободы
- Орден Полярной звезды (Швеция)
- Большой крест ордена Данеброг (Дания, 1928)
- Орден Меча (Швеция)
- Орден Заслуг германского орла (Германия)
- Железный крест 1-го класса (1939)
- Железный крест 2-го класса
- Большой Крест ордена Заслуг (Венгрия)
- Большой Крест ордена Звезды Румынии
- Крест Маннергейма (1944)